# Дживака
Дживака (англ. Jiwaka) — провинция Папуа — Новой Гвинеи. Административный центр — город Миньи.

## История
В июле 2009 года парламент страны издал закон об административной реформе в 2012 году, согласно которому провинция Дживака должна была быть создана путём отделения районов Джими (Jimi), Англимп-Саут-Ваги (Anglimp-South Wahgi) и Норт-Ваги (North Wahgi) от провинции Уэстерн-Хайлендс. Официально провинция была образована 17 мая 2012 года.

## География
Площадь провинции равняется 4 798 км². Расположена на острове Новая Гвинея в центральной части страны, административно относится к региону Хайлендс. На севере граничит с провинцией Маданг, на востоке — с провинцией Симбу, на юге — с провинцией Саутерн-Хайлендс, на западе — с провинцией Уэстерн-Хайлендс.
Протяженность территории провинции с запада на восток составляет, примерно, 60 км, с севера на юг — 130 км.
На северо-востоке провинции расположены южные склоны гор Бисмарка. На юге раскинулся хребет Кубор с высочайшей вершиной провинции и пятой вершиной Папуа-Новой Гвинеи, горой Кабангама (4104 м).

## Административное деление
Территория разделена на три района: Джими, Англимп-Саут-Ваги и Норт-Ваги. В свою очередь, каждый район состоит из нескольких единиц местного самоуправления (LLG).